# Arkervaart (bedrijventerrein)
Arkervaart is een bedrijventerrein in de stad Nijkerk in de Nederlandse provincie Gelderland. Dit was het eerste bedrijventerrein in Nijkerk.
Het bedrijventerrein is vernoemd naar het kanaal Arkervaart, dat het terrein in een westelijk en een oostelijk deel scheidt. De zwaaihaven, een haven en keerplaats, bevindt zich ook in dit gebied. In het westelijke gedeelte van het bedrijventerrein bevinden zich straten die vernoemd zijn naar uitvinders, bijvoorbeeld de Marconistraat, de Galvanistraat, de Edisonstraat en de Wattstraat. In het oostelijke gedeelte bevinden zich vooral straten met beroepen.
Het noordoostelijke gedeelte is het enige gedeelte van de bebouwde kom van Nijkerk dat grenst aan een andere gemeente, Putten. Het bedrijventerrein grenst aan de andere wijken Watergoor, Bruins Slotlaan en Schulpkamp. Het is gebouwd aan de A28. Direct vanaf afrit 9 (Nijkerk) begint de bebouwing. Door de wijk heen loopt een deel van de N301 (de weg van Flevoland naar Barneveld).
Een klein gedeelte in het Noord-Oosten van het terrein lag in de gemeente Putten. Het stukje van 5 hectare groot heet de Smidspol en is bij een grenscorrectie die per 1 januari 2013 inging naar de gemeente Nijkerk gegaan. Op het terrein van de Smidspol is nu een MacDonalds gevestigd. De Smidspol is vernoemd naar een boerderij dat vroeger op die plek lag.
Centrum · Schulpkamp · Rensselaer · Paasbos · Strijland · Beulekamp · Luxool · Hazeveld · Bruins Slotlaan · Corlaer · Groot Corlaer (Boerderijakkers · De Kamers) · De Bogen · De Terrassen · Doornsteeg · Het Spaanse Leger

Bedrijventerreinen:
Arkervaart · Watergoor · Spoorkamp · De Flier